# Бачурин, Сергей Олегович
Серге́й Оле́гович Бачу́рин (род. 1953) — российский химик, специалист в области органической химии и химии биологически активных веществ, академик РАН (2022).

## Биография
Родился 14 января 1953 года во Львове, УССР.
В 1975 году — окончил химический факультет МГУ.
В 1980 году — защитил кандидатскую, а в 1993 году — докторскую диссертацию, в 2003 году — присвоено учёное звание профессора.
С 1981 года работает в Институте физиологически активных веществ РАН (ИФАВ РАН), с 1986 года — заместитель директора по научной работе, с 2006 года по 2018 год — директор института. С 2019 года — научный руководитель ИФАВ РАН, заведующий отделом медицинской и биологической химии.  
В 2003 году — избран членом-корреспондентом РАН. В 2022 году избран академиком РАН.

## Научная деятельность
Специалист в области медицинской химии препаратов для лечения нейродегенеративных заболеваний.
Ведет разработку методов направленного синтеза новых лекарственных соединений, в частности связанных с патологиями нервной системы. Является руководителем научного направления по созданию мультитаргетных соединений для лечения нейродегенеративных заболеваний (проект РНФ 14-23-00160).
Под его руководством синтезировано и исследовано более 1000 новых оригинальных соединений, автор оригинальной стратегии направленного поиска и оптимизации структур эффективных препаратов на основе комплексного использования современных нейросетевых компьютерных методов моделирования связи структура-активность и 3-мерного докинга биологически активных веществ на различные биомишени.
По результатам работ был выявлен и запатентован ряд новых соединений, а также разработан и внедряется в практику новый лекарственный препарат для лечения болезни Альцгеймера.
Читает лекции в Учебно-научном центре медицинской химии ИФАВ РАН.
Научно-организатоская деятельность
- председатель Московского химического общества имени Д. И. Менделеева (с 2011 года)[3];
- Член Президиума Правления Российского химического общества им. Д.И. Менделеева.
- Председатель Научного Совета РАН «Медицинская химия»;
- Председатель секции медицинской химии Российского химического общества;
- председатель Ученого совета Института физиологически активных веществ РАН;
- член Совета Европейской Федерации по Медицинской Химии (EFMC);
- национальный представитель России в Отделении «Химия и здоровье человека» Международного Союза по чистой и прикладной химии (IUPAC) (до 2018г).
- член редколлегии журналов "Molecules", «Central Nervous System Agents in Medicinal Chemistry», "Frontiers in Aging Neuroscience", "Research in Neurology: an International Journal", "Биоорганическая химия", «Известия Академии наук. Серия химическая»;